# Rugby Unión Xerez
Club de Rugby Unión Xerez (CRUXE / RUX) es un equipo de rugby con sede en la ciudad de Jerez de la Frontera en Andalucía (España). Fue fundado en 1992 y refundado en 2009. El equipo juega en la Pradera Hípica de Chapín junto al Estadio Municipal de Chapín.

## Historia
CRUXE nació en 1992 y fue refundada en 2009. En verano de 2015, Xerez Deportivo FC y CRUXE consiguen un acuerdo de colaboración por el que ambos clubes pertenecen al mismo club deportivo (CRUXE DFC).

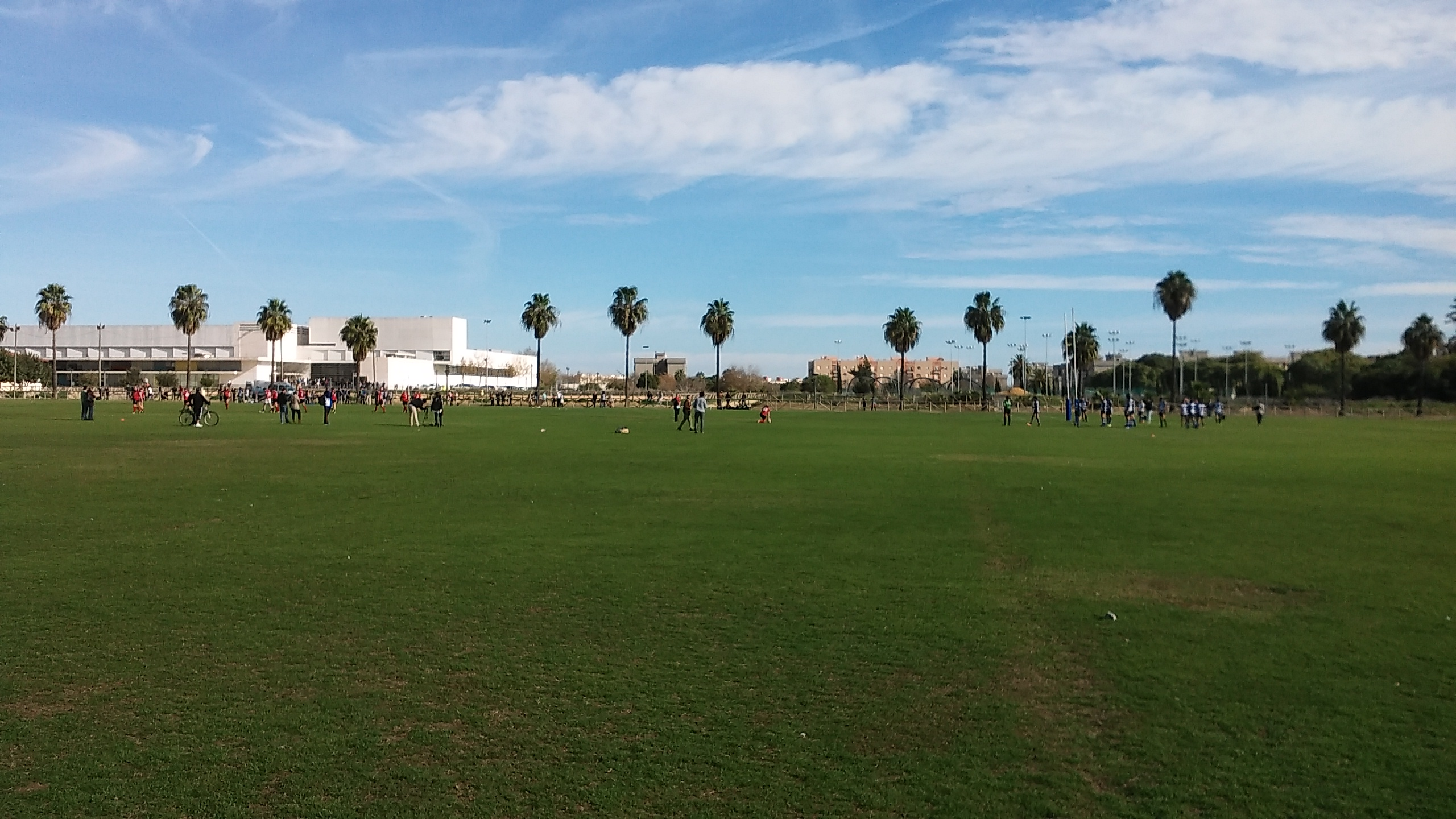
CRUXE jugando un partido en la Pradera Hípica de Chapín

El equipo empezó a jugar en la Segunda División Andaluza, disputando sus partidos como local en la Pradera Hípica de Chapín. El 28 de febrero el CRUXE cayó derrotado en el play-off de ascenso a 1ª División Andaluza tras perder ante el Club de Nerja.
Más tarde se separarían del Xerez Deportivo FC quedando nuevamente el CRUXE que se fusionaría con el Rugby Unión Xerez (RUX) para fundar el Club de Rugby Unión Xerez, el cual posee categorías desde Sub-6 hasta Sub-18. Aunque actualmente no compite en ninguna división senior.